# Beleg van Tripoli (1102-1109)
Het Beleg van Tripoli vond plaats vanaf 1102 tot 12 juli 1109. Een leger van de Franse kruisridder graaf Raymond van Toulouse belegerde na de Eerste Kruistocht zeven jaar lang de door de Turkse Seltsjoeken verdedigde stad. De uiteindelijke inname leidde tot de stichting van de vierde kruisvaarderstaat, het graafschap Tripoli.

## Achtergrond
Na de verovering van Antiochië in juni 1098 en de vernietiging van Ma'arrat al-Numan in 1099, waren de Syrische emirs bang geworden voor de oprukkende kruisvaarders. Ze verleenden hen vrije doortocht en droegen soms steden zonder strijd aan hen over. Sultan ibn Munqidh, emir van Shaizar, zond een gezant naar Raymond van Toulouse, een van de leiders van de kruistocht, om provisie en voedsel voor mannen en paarden aan te bieden. Hij bood ook zijn diensten aan om hen naar Jeruzalem te begeleiden. De emir van Homs, Janah ad-Dawla, die eerder tijdens het beleg van Antiochië tegen de kruisvaarders gevochten had, bood een aantal paarden aan. De kalief van Tripoli, Jalal al-Mulk zond geschenken en nodigde de Europeanen uit voor een bezoek. Uiteindelijk werd er een alliantie gesloten tussen deze emirs en de kruisvaarders. De kruisvaarders vervolgden hun weg richting Jeruzalem en deden geen aanvallen op Tripoli of andere bezittingen daar in de buurt.

## Raymond terug naar Tripoli
Het Beleg van Jeruzalem in 1099 was een succes en leidde tot de oprichting van het koninkrijk Jeruzalem. De meeste kruisvaarders keerden daarna terug naar huis. Aangemoedigd door het succes van de eerste kruistocht ontstond echter al snel een nieuwe beweging, de kruisvaart van 1101. Deze nieuwe kruisvaarders werden in Anatolië tegengehouden door de Seljoekse Turken. Ook graaf Raymond participeerde in deze kruistocht, maar vluchtte naar Syrië toen hij door Kilij Arslan I in Anatolië was verslagen. Hij nam een legertje met driehonderd man mee. Fakhr al-Mulk, kalief van Tripoli, was nu niet zo toeschietelijk als eerder en vroeg de emir van Damascus en de gouverneur van Homs om hulp om Raymond te verjagen. De gezonden hulptroepen deserteerden echter toen ze bij Tripoli aankwamen. De kalief werd verslagen en verloor rond de zevenduizend manschappen. Het lukte Raymond uiteindelijk niet de stad in te nemen. Wel had hij de controle over Tarsus verkregen, van waaruit alle verdere operaties tegen Tripoli werden ondernomen.

## Het beleg
In 1102 liet Raymond met behulp van Byzantijnse constructeurs de citadel Mons Peregrinus (pelgrimsberg) bouwen zodat Tripoli geïsoleerd was van het achterland. Samen met de Genuees Hugo Embriaco nam Raymond Gibelet in. Na de Slag bij Harran in 1104, riep Fakhr al-Mulk de hulp in van Sokman, een voormalig Artuklu gouverneur van Jeruzalem. Sokman vertrok naar Syrië, maar werd door de belegeraars gedwongen weer terug te keren. Fakhr al-Mulk deed in september 1104 een aanval op Mons Peregrinus, hij doodde daarbij veel kruisvaarders en wist een vleugel van de citadel af te branden. Raymond raakte bij deze aanval zwaargewond en stierf vijf maanden later aan zijn verwondingen. Hij werd als leider vervangen door zijn neef Willem Jordaan, graaf van Cerdagne. Op zijn sterfbed regelde Raymond nog een akkoord met de kalief. Als die stopte met het onder vuur nemen van het fort, zouden de kruisvaarders de handel in en om Tripoli met rust laten. De kalief accepteerde dit aanbod.
In 1108, werd het steeds moeilijker om voedsel naar de belegerde inwoners te brengen. Veel inwoners vluchtten naar andere steden als Homs, Tyrus en Damascus. De edelen van de stad, die de kruisvaarders in een eerder stadium hadden verraden, werden geëxecuteerd in het kruisvaarders kamp. Fakhr al-Mulk, was radeloos aan het wachten op versterkingen van Seldjoek sultan Mehmed I Tapar, die eind maart met vijfhonderd manschappen en diverse giften naar Bagdad was getrokken. Tijdens zijn reis deed hij Damascus aan waar hij met open armen werd ontvangen door Toghtegin, vervanger van de pas overleden Dukak. Eenmaal in Bagdad werd Mehmed I met groots vuurwerk ontvangen. Zijn gedachten waren niet meer bij Tripoli maar er moest onderhandeld worden over een dispuut over Mosoel. Fakhr al-Mulk keerde zelf in augustus terug naar Damascus, waar hij vernam dat de overige edelen, die het wachten op de terugkeer van de kalief beu waren, Tripoli hadden overhandigd aan al-Afdal Shahanshah, vizier van Egypte.
Het jaar erop formeerden de kruisvaarders een grote groep buiten Tripoli, geleid door Boudewijn I van Jeruzalem, Boudewijn II van Edessa, Tancred, regent van het vorstendom Antiochië, Willem Jordaan en Raymond IV's zoon Bertrand van Toulouse, die recent was aangekomen met verse troepen uit Italië en Frankrijk. In Tripoli waren ze nog tot in den treuren aan het wachten op versterking van moslimkant, vooral uit Egypte.
Een compromis werd gesloten over een dispuut buiten de stadsmuren, dit werd geleid door Boudewijn I van Jeruzalem. Er werd besloten dat de stad nu ingenomen kon worden; als dit een feit was, zou het graafschap Tripoli worden verdeeld in twee gebieden: Willem Jordaan zou het noordelijk gebied krijgen als vazal van het vorstendom Antiochië, en Bertrand het zuidelijk deel, als vazal van het koninkrijk Jeruzalem.
De stad viel op 12 juli 1109, en werd helemaal geplunderd door de kruisvaarders. Honderdduizend documenten, boeken en prenten van de Dar-em-Ilm bibliotheek werden vervloekt en daarna verbrand. De Egyptische vloot arriveerde acht uur te laat. De meeste inwoners werden verslaafd, anderen werden verdreven of gedood en van hun bezittingen ontdaan. Bertrand, Raymond IV's legitieme zoon, had Willem Jordaan laten vermoorden in 1110 en maakte aanspraak op twee derde van de stad voor zichzelf, waarbij het resterende deel onder Genuees gezag zou komen. Vervolgens werd Tripoli een kruisvaardersstaat. De rest van de Mediterrane kust was al in handen van de kruisvaarders gevallen. Later vielen nog de havensteden Sidon (1111) en Tyrus (1124).